# The Cookbook
The Cookbook (2005) é o sexto álbum de Missy Elliott, e o single de maior sucesso foi Lose Control, com a participação de Ciara e Fatman Scoop.
Faixas:
- 01- Joy (com Mike Jones)
- 02- Partytime
- 03- Irresistible Delicious (com Slick Rick)
- 04- Lose Control (com Ciara e Fatman Scoop)
- 05- My Struggles (com Mary J. Blige & Grand Puba)
- 06- Meltdown
- 07- On & On (com Pharrell Williams)(produzida pelos The Neptunes)
- 08- We Run This
- 09- Remember When
- 10- 4 My Man (com Fantasia)
- 11- Can't Stop
- 12- Teary Eyed
- 13- Mommy
- 14- Click Clack
- 15- Time And Time Again
- 16- Bad Man (com M.I.A. e Vybz Kartel)